# 2016년 한국바둑리그
2016 KB 국민은행 바둑리그는 2016년 5월 19일부터 열리는 한국바둑리그의 열세번째 시즌이다. 국민은행의 후원으로 진행된다. 이번 바둑리그는 CJ E&M이 빠지는 대신 서울을 연고로 BGF리테일이 신생 구단으로 참여함에 따라 이번 시즌에도 9개 구단 체제로 리그가 진행된다. 개막식은 5월 17일 오전 11시부터 여의도 63스퀘어 그랜드볼룸에서 진행되며 5월 19일부터 정규리그 일정에 들어간다.

## 대회

### 달라지는점
- 이번 시즌부터 BGF리테일이 서울을 연고로 하여 'BGF리테일 CU'라는 이름으로 참가하게 되며 기존 참가했던 인천 CJ E&M팀이 리그에서 빠지게 되었다.
- 이번 바둑리그부터 디지털 계시 시스템이 도입되어, 실시간으로 각 선수들의 남은 시간과 초읽기 상황이 자막으로 표시된다.특히 디지털 계시로 인해 엄격해진 초읽기가 가능해졌다.
- 형세판단을 국가대표 선수단이 직접 하여 실시간으로 제공된다.
- 2007년 이후 처음으로 올스타전이 진행된다. 13라운드 종료 후 열리게 된다.

### 대회 진행
- 대국규정 :  장고대국 - 제한시간 각자 1시간(초읽기 1분 1회), 속기대국 - 각자 10분(초읽기 40초 5회)
- 대국료 :  승자 350만원, 패자 60만원이 지급된다.

### 중계
바둑TV 매주 목~일 18:30
- 목요일 : 진행 김효정 - 해설 유창혁
- 금요일 : 진행 이소용 - 해설 김만수
- 토요일 : 진행 김지명 - 해설 이현욱
- 일요일 : 진행 최유진 - 해설 이희성

### 대회 화제
- 대전 정관장 황진단은 신진서 선수를 1지명으로 뽑았는데 이는 바둑리그 사상 역대 최연소 1지명 선수이다. 또한, 2지명으로 이창호 선수를 지명하며 이번 시즌 출전하는 바둑리거 중 최연소 선수와 최고령 선수를 모두 보유하는 팀이 되었다.
- 대전 정관장 황진단은 전반기 7승 1패로 마무리 지었다. 특히 1패후 7연승을 질주하며 9라운드 휴식으로 전반기를 끝냈다.
- 포항 포스코켐텍은 1승 4패 후 10연승을 질주하며 정관장을 추월하고 정규리그 우승을 했다.
- 서울 BGF리테일 CU의 최정 선수는 4년만에 바둑리거에 등장한 여류 기사이다.
- 9월 23일 열렸던 14라운드 2경기(포스코 켐텍 vs 화성시 코리요)의 경기가 바둑TV 스튜디오의 부조정실 고장으로 인해 중계를 하지 못하는 초유의 방송사고가 발생했다.

## 2016 시즌 선수단
굵은 글씨는 보호선수
| 출전팀   | 이북5도 티브로드 | 신안 신안천일염 | 광주 Kixx  | 울산 SK엔크린 | 화성 화성코리요 | 포항 포스코퓨처엠 | 대전 정관장 황진단 | 서울 한국물가정보 | 서울 BGF리테일 CU |
| -------- | ---------------- | --------------- | ---------- | ------------- | --------------- | ----------------- | ------------------ | ----------------- | ----------------- |
| 감독     | 이상훈           | 이상훈          | 김영환     | 최규병        | 이정우          | 김성룡            | 김영삼             | 한종진            | 백대현            |
| 지명순번 | 바둑리그         | 바둑리그        | 바둑리그   | 바둑리그      | 바둑리그        | 바둑리그          | 바둑리그           | 바둑리그          | 바둑리그          |
| 1        | 박정환           | 이세돌          | 김지석     | 박영훈        | 이영구          | 최철한            | 신진서             | 원성진            | 강동윤            |
| 2        | 이동훈           | 조한승          | 윤준상     | 안성준        | 홍성지          | 나현              | 이창호             | 백홍석            | 이지현男          |
| 3        | 김승재           | 목진석          | 허영호     | 민상연        | 김정현          | 변상일            | 김명훈             | 안국현            | 이원영            |
| 4        | 강유택           | 신민준          | 김기용     | 이태현        | 박정상          | 윤찬희            | 한승주             | 박승화            | 류민형            |
| 5        | 박민규           | 이호범          | 최재영     | 강승민        | 안조영          | 류수항            | 박진솔             | 한태희            | 최정              |
| 지명순번 | 퓨처스리그       | 퓨처스리그      | 퓨처스리그 | 퓨처스리그    | 퓨처스리그      | 퓨처스리그        | 퓨처스리그         | 퓨처스리그        | 퓨처스리그        |
| 1        | 김동호           | 안정기          | 송지훈     | 황재현        | 고근태          | 김민호            | 홍기표             | 홍민표            | 이창석            |
| 2        | 이이덕둥         | 박현수          | 오장욱     | 최현재        | 박하민          | 박재근            | 이형진             | 송태곤            | 홍무진            |
| 3        | 김수용           | 유병용          | 박경근     | 박시열        | 서중휘          | 김대희            | 김기원             | 박영롱            | 송상훈            |

2016시즌 선수 선발식은 2016년 4월 28일 한국기원 2층 대회장에서 열렸으며 지난 시즌 출전 선수 중 18명의 선수들이 보호 선수로 지난 시즌과 같은 소속팀에서 뛰게 되었다. 퓨처스리그 3지명 9명은 5월 2, 4일 예선을 거쳐 선발하여 6일 2차 선수선발식을 통해 9명의 소속팀을 결정하였다.

## 올스타전
2016 KB국민은행 바둑리그 올스타전은 9월 25일 서울 광화문 일대에서 열릴 예정이다. 2007년 올스타전 이후 9년만에 열리는 올스타전 경기이다.

## 정규리그 순위
| 순위 | 팀                 | 경기 | 승 | 무 | 패 | 개인승수 | 포스트시즌         |
| ---- | ------------------ | ---- | -- | -- | -- | -------- | ------------------ |
| 1    | 포항 포스코퓨처엠  | 16   | 11 | 0  | 5  | 45       | 챔피언 결정전 직행 |
| 2    | 대전 정관장 황진단 | 16   | 11 | 0  | 6  | 49       | 플레이오프 직행    |
| 3    | 이북5도 티브로드   | 16   | 9  | 0  | 7  | 44       | 준플레이오프       |
| 4    | 울산 SK엔크린      | 16   | 7  | 0  | 9  | 40       | 준플레이오프       |
| 5    | 서울 한국물가정보  | 16   | 7  | 0  | 9  | 39       |                    |
| 6    | 서울 BGF리테일 CU  | 16   | 7  | 0  | 9  | 36       |                    |
| 7    | 광주 KIXX          | 16   | 7  | 0  | 9  | 35       |                    |
| 8    | 화성 화성시코리요  | 16   | 6  | 0  | 10 | 38       |                    |
| 9    | 신안 신안 천일염   | 16   | 6  | 0  | 10 | 34       |                    |

## 퓨처스 바둑리그 순위
| 순위 | 팀                 | 경기 | 승 | 패 | 개인승수 | 비고 |
| ---- | ------------------ | ---- | -- | -- | -------- | ---- |
| 1    | 대전 정관장 황진단 | 16   | 10 | 6  | 24       |      |
| 2    | 광주 KIXX          | 16   | 9  | 7  | 28       |      |
| 3    | 신안 신안 천일염   | 16   | 9  | 7  | 27       |      |
| 4    | 울산 SK엔크린      | 16   | 9  | 9  | 26       |      |
| 5    | 서울 한국물가정보  | 16   | 8  | 8  | 24       |      |
| 6    | 포항 포스코퓨처엠  | 16   | 8  | 8  | 23       |      |
| 7    | 서울 BGF리테일 CU  | 16   | 8  | 8  | 23       |      |
| 8    | 화성 화성시 코리요 | 16   | 6  | 10 | 21       |      |
| 9    | 이북5도 티브로드   | 16   | 5  | 11 | 17       |      |

## 포스트시즌
2015 한국바둑리그 포스트시즌은 상위 4개팀이 프로야구 스텝레더 방식으로 진행하며 준플레이오프는 5판 3승제 단판, 플레이오프부터는 5판 3승제 3번기로 진행된다.
포스트시즌은 2016년 11월 3일부터 시작하며 경기 시간은 오후 1시에 시작한다. 이번 포스트시즌에도 매 국 종료 될 때마다 다음 대국에 출전하는 선수를 공개해서 진행하는 "매 대국 오더제"가 적용된다. 2일 1경기 체제로 진행되며 첫째날 1국은 장고대국이, 2국과 둘째날에 속개되는 3~5국은 속기대국으로 진행된다.

### 포스트시즌 일정
- 준 플레이오프 : 5전 3선승제 단판 / 2016년 11월 3일 ~ 11월 4일
- 플레이오프 : 5전 3선승제 3번기 / 2016년 11월 18일부터 11월 23일까지 최대 6연전으로 진행
- 챔피언결정전 : 5전 3선승제 3번기 / 2016년 12월 1일 ~ 12월 11일

### 대진표
|  | 준플레이오프(5전 3선승 단판) | 준플레이오프(5전 3선승 단판) | 준플레이오프(5전 3선승 단판) |  |  | 플레이오프(5전 3선승 3번기) | 플레이오프(5전 3선승 3번기) | 플레이오프(5전 3선승 3번기) | 플레이오프(5전 3선승 3번기) | 플레이오프(5전 3선승 3번기) |  |  | 챔피언결정전(5전 3선승 3번기) | 챔피언결정전(5전 3선승 3번기) | 챔피언결정전(5전 3선승 3번기) | 챔피언결정전(5전 3선승 3번기) | 챔피언결정전(5전 3선승 3번기) |
|  |                              |                              |                              |  |  |                             |                             |                             |                             |                             |  |  |                               |                               |                               |                               |                               |
|  |                              |                              |                              |  |  |                             |                             |                             |                             |                             |  |  | 1                             | 포항 포스코켐텍(1)            | 1                             | 3                             | 2                             |
|  |                              |                              |                              |  |  | 2                           | 대전 정관장 황진단(0)       | 2                           | 1                           | X                           |  |  | 3                             | 이북5도 티브로드(2)           | 3                             | 2                             | 3                             |
|  | 3                            | 이북5도 티브로드             | 3                            |  |  | 3                           | 이북5도 티브로드(2)         | 3                           | 3                           | X                           |  |  |                               |                               |                               |                               |                               |
|  | 4                            | 울산 SK엔크린                | 1                            |  |  |                             |                             |                             |                             |                             |  |  |                               |                               |                               |                               |                               |

| 2016 KB국민은행 바둑리그 우승                |
| -------------------------------------------- |
| 이북 5도 티브로드 (세 번째 우승, 리그 3연패) |

## 대회결과
바둑리그
- 우승 : 이북 5도 티브로드(리그 3연패)
- 준우승 : 포항 포스코켐텍
- 3위 : 대전 정관장 황진단
- 4위 : 울산 SK 엔크린

퓨처스 바둑리그
- 우승 : 대전 정관장 황진단
- 준우승 : 솽주 KIXX

개인부문
- MVP : 박정환(티브로드)
- 우수상 : 신진서(정관장 황진단)
- 신인상 : 최재영(KIXX)
- 다승상 : 신진서(정관장 황진단)
- 퓨처스리그 우수기사상 : 송지훈(KIXX)
- 퓨처스리그 다승상 :  송지훈(KIXX), 안정기, 유병용(이상 신안천일염)